# Playa de El Portiello
La playa de El Portiello es una pedregal situado en la parroquia de Berbes, en el concejo de Ribadesella, Asturias, España. Se enmarca en las playas de la Costa Verde Asturiana y está considerada paisaje protegido, desde el punto de vista medioambiental. Por este motivo está integrada, según información del Ministerios de Agricultura, Alimentación y Medio Ambiente, en el Paisaje Protegido de la Costa Oriental de Asturias.

## Descripción
La playa de El Portiello, al igual que pasa con las playas de Aberdil, Tereñes y en menor medida Arra, es realmente un pedrero; presenta forma triangular con un grado de peligrosidad medio, no estando recomendada para el baño, pese a su atractivo como zona de pesca submarina y recreativa.
Cabe destacar en ella la presencia de una desembocadura fluvial y de restos de un antiguo lavadero de mineral, lo cual puede deberse a la cercanía a las minas de Berbes. La parroquia riosellana de Berbes está fuertemente ligada la fluorita que se extraía en las minas Ana y Argüelles, actualmente cerradas.
Existió un proyecto para la transformación del pedrero de El Portiellu, en un área recreativa pero quedó estancada.
Esta playa no ofrece ningún tipo de servicio.